# 養老町役場
養老町役場（ようろうちょうやくば）は、地方公共団体である岐阜県養老郡養老町の組織が入る施設（役場）。

## 概要
- 現在の庁舎は1971年（昭和46年）4月完成。それ以前の庁舎（木造2階建）は現在の庁舎の南駐車場に存在した[1]。

## 業務時間
- 月曜日から金曜日の8時30分から17時15分（土曜日・日曜日・祝日・年末年始を除く）

## 業務内容
4階
- 議場
- 議会事務局

3階
- 建設課
- 水道課
- 教育総務課
- 生涯学習課

2階
- 総務課
- 企画財政課
- 産業観光課

1階
- 会計課
- 税務課
- 住民環境課
- 健康福祉課
- 住民課
- 子ども課

## 自治会館
各納税証明、軽自動車税納税証明書、住民票の写し、印鑑登録証明書などの発行窓口を行っている。
- 養老自治会館
  - 養老町石畑484‐3
- 広幡自治会館
  - 養老町口ケ島19－1
- 上多度自治会館
  - 養老町小倉258－2
- 池辺自治会館
  - 養老町大巻1162－1
- 笠郷自治会館
  - 養老町船附1148
- 小畑自治会館
  - 養老町飯田366－1
- 多芸自治会館
  - 養老町直江396
- 日吉自治会館
  - 養老町宇田66－2
- 室原自治会館
  - 養老町室原614－4

## 交通アクセス
- 養老鉄道「美濃高田駅」下車、徒歩約5分。